# Shoeburyness
Shoeburyness est une ville de l'Essex, en Angleterre, située à l'embouchure de la Tamise. Au moment du recensement de 2011, elle comptait 11 159 habitants (recensement de 2011 au Royaume-Uni). Il s'y trouvait depuis 1859 l'école d'artillerie côtière de la Royal Artillery ; avec la bataille d'Angleterre, elle a été transférée en 1940 à Great Orme, au Pays de Galles.

## Transports
Elle est située au terminus de la ligne de chemin de fer London, Tilbury and Southend Railway qui part de la gare londonienne de Fenchurch Street.

## Dans la culture
Un tableau de Joseph Mallord William Turner représentant des bateaux de pêche s'intitule Shoeburyness Fishermen Hailing A Whitstable Hoy (« pêcheurs de Shoeburyness saluant une barge de Whitstable »). Exposée pour la première fois en 1809, elle se trouve depuis 1939 au Musée des beaux-arts du Canada.
Le dictionnaire humoristique The Meaning of Liff de Douglas Adams et John Lloyd, qui attribue des définitions à divers noms de villes britanniques, décrit Shoeburyness comme « cette sensation déplaisante que l'on ressent en s'asseyant dans un siège encore chaud de la présence du précédent occupant ».

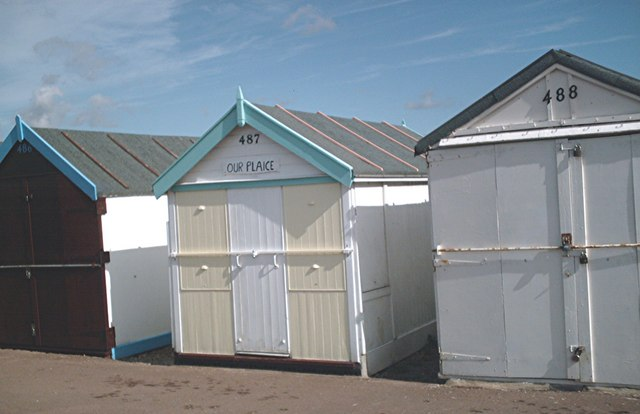
Cabines de plage
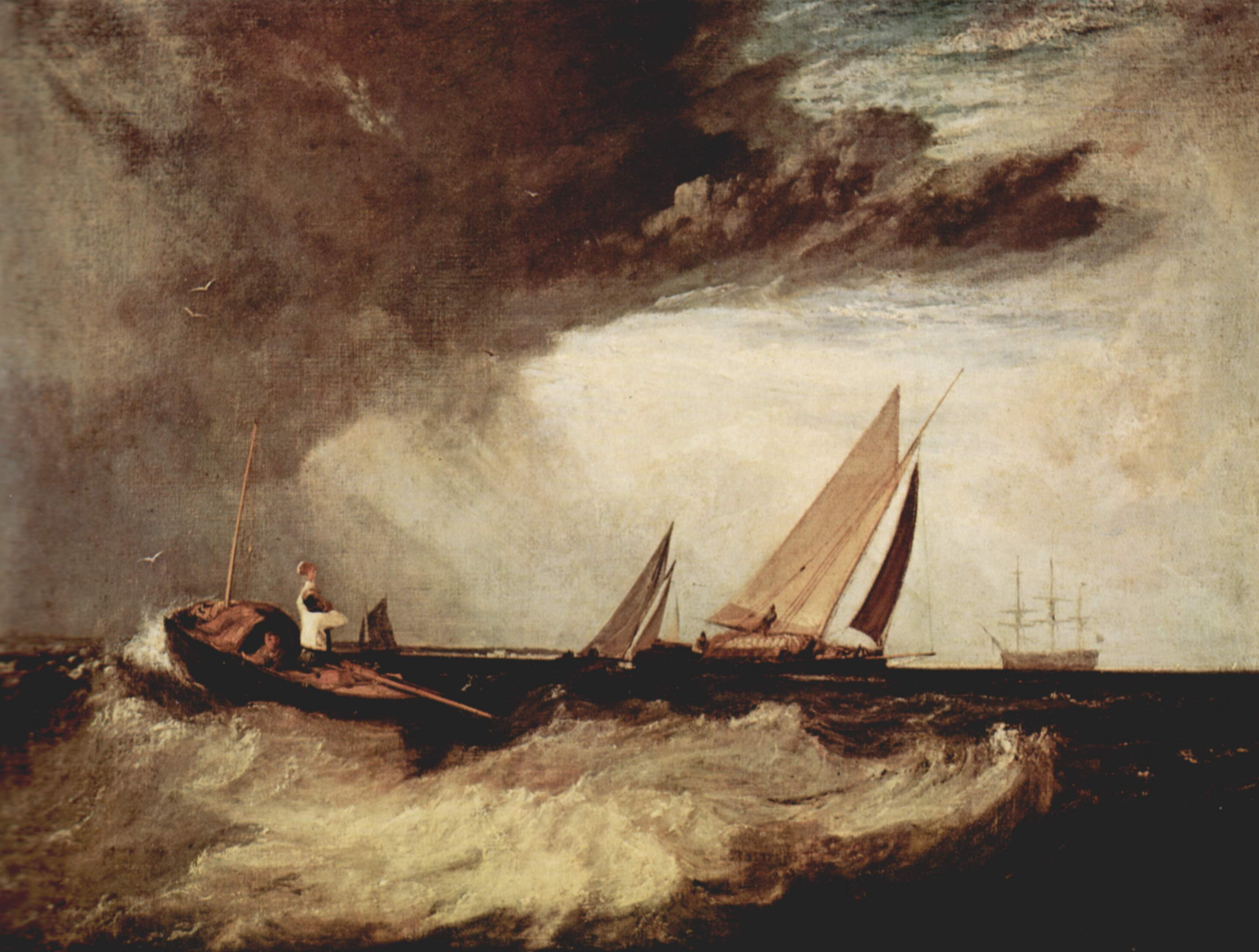
Shoeburyness Fishermen Hailing a Whitstable Hoy, par J. M. W. Turner.
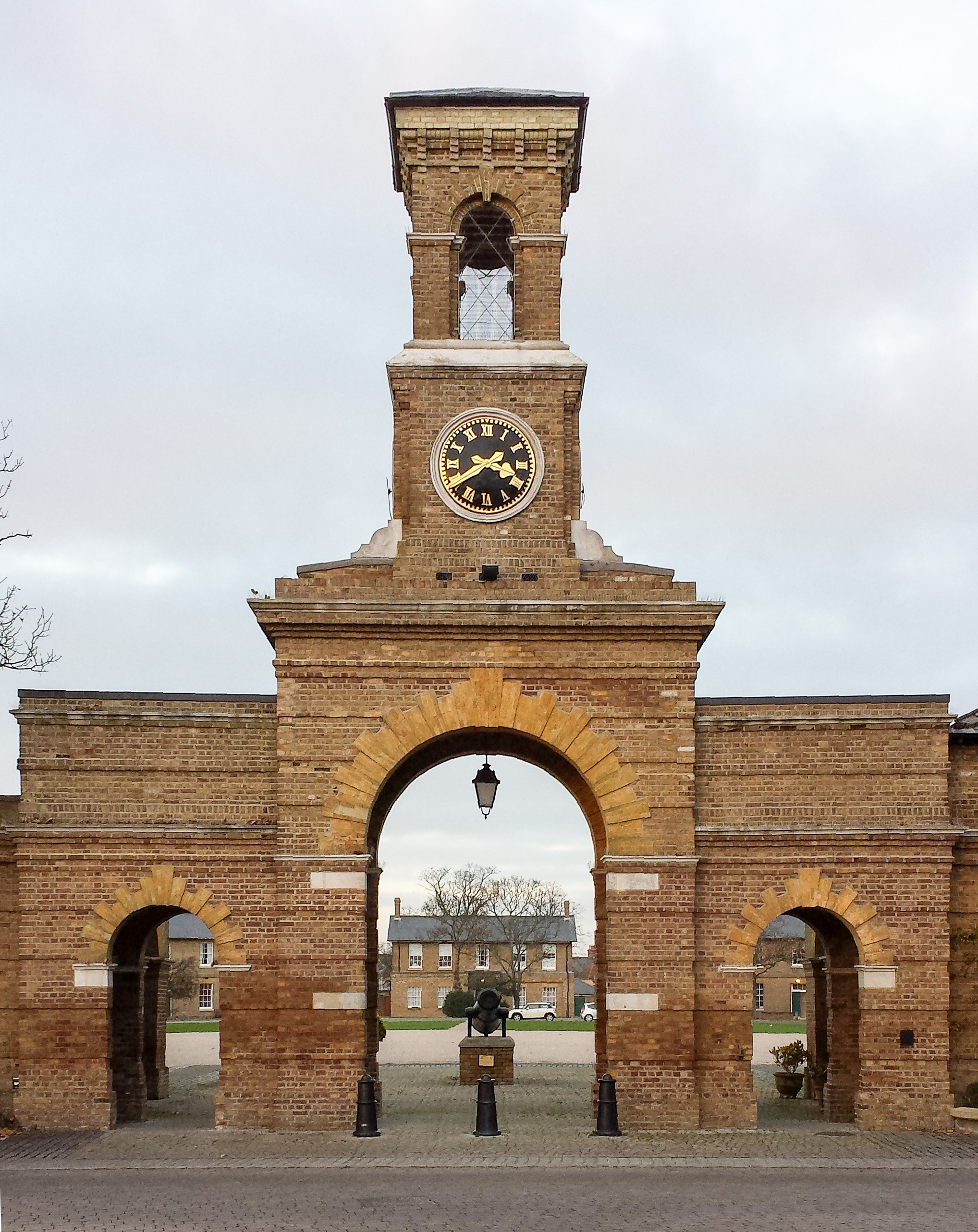
L’ancienne caserne
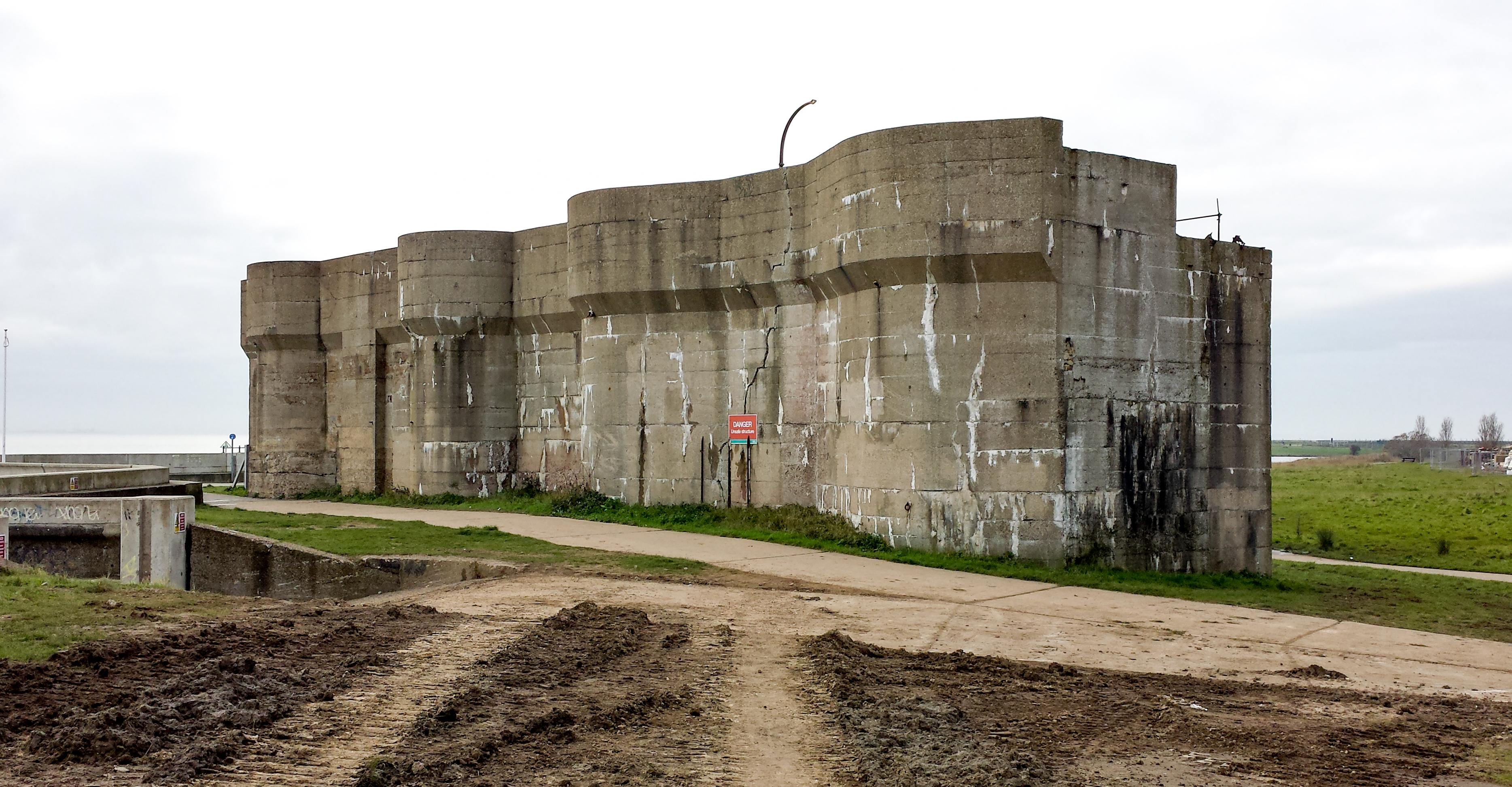
L’ancienne École d’artillerie